# Radio CNT-FAI ECN1

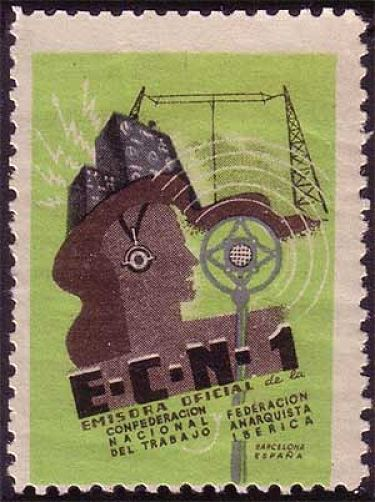
Selo promocional da rádio em Barcelona.

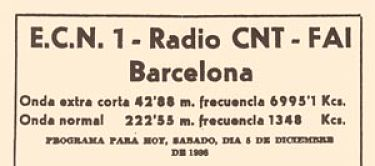
Programa da noite de 5 de dezembro de 1936.

A Radio CNT-FAI ECN1 é uma estação de rádio libertária internacional fundada em Barcelona em 1936 pela Confederação Nacional do Trabalho e pela Federação Anarquista Ibérica .

## História
Embora os insurgentes antibolcheviques em Kronstadt tenham feito uso da transmissão de rádio em 1921 para transmitir mensagens ao mundo exterior, a ECN 1 é considerada a primeira estação de rádio especificamente anarquista da história.
Ela foi criada logo após o levante nacionalista de 17 e 18 de julho de 1936 na Espanha .
Proposta como extensão da imprensa escrita do movimento libertário, incluindo o Solidaridad Obrera (jornal diário da CNT distribuído em 220 000 exemplares em toda a Catalunha), a rádio noticiava a revolução social espanhola de 1936, e mantinha também uma dimensão cultural e eclética. Assim, programas tratavam da liberdade sexual, da literatura, da poesia.
Personalidades da CNT faziam declarações regularmente na rádio, incluindo Joan Peiró e Federica Montseny, além de Buenaventura Durruti em 4 de Novembro de 1936  e Camillo Berneri em 3 de maio de 1937.
A estação foi fechada à força durante as Jornadas de Maio de 1937 em Barcelona pela Generalitat de Catalunha.

## Proposta da rádio internacional
Para a CNT, um dos objetivos da rádio é gerar um movimento de solidariedade com os acontecimentos na Espanha pelos países europeus vizinhos, em particular na França.
Os noticiários são transmitidos em um grande número de línguas europeias, além do esperanto e do árabe  (como em "Apelo aos trabalhadores marroquinos" por Ahmed Ben Thami em outubro de 1936).

## O Discurso de Durruti em 4 de novembro de 1936
Em 4 de Novembro de 1936, às 21h30, Buenaventura Durruti discursou no rádio. No mesmo dia, quatro anarquistas entram no governo de Madrid: Federica Montseny, Juan Garcia Oliver, Juan López Sánchez e Joan Peiro . A Coluna Durruti não conseguiu tomar Saragoça devido à falta de fornecimento de armas.
O decreto de militarização das milícias confederais anarquistas foi discutido apaixonadamente no seio da Coluna Durruti, que decidiu recusá-lo. Durruti, como delegado da coluna, expressou em seu discurso a indignação e os protestos dos milicianos da frente de Aragão diante do rumo percebido como contra-revolucionário que se desenvolvia na retaguarda. Antes do discurso, as aglomerações se formam perto de alto-falantes instalados nas árvores de La Rambla, em Barcelona.
Em transcrição, Durruti discursou: 
| “ | Pedimos ao povo da Catalunha que acabe com as intrigas e lutas internas: subir para a ocasião; renunciar às velhas brigas e à política para pensar apenas na guerra. O povo da Catalunha tem o dever de responder aos esforços daqueles que lutam na frente. Não há outra forma senão mobilizar todos, mas não imagine que mobilizaremos sempre as mesmas pessoas! Se os trabalhadores da Catalunha assumem a tarefa de segurar a frente, chegou a hora de exigir também o sacrifício daqueles que vivem nas cidades. É necessário mobilizar eficazmente todos os trabalhadores da retaguarda, porque nós, que já estamos na frente, queremos saber com que homens podemos contar atrás de nós. Dirijo-me às organizações para lhes pedir que abandonem as suas antigas brigas e os seus tropeços. Nós, os combatentes da frente, exigimos sinceridade, especialmente da Confederação Nacional do Trabalho e da Federação Anarquista Ibérica. Pedimos aos líderes que sejam sinceros. Não basta que nos enviem cartas de incentivo, roupas, alimentos, munições e rifles para o front. Vocês também precisam saber olhar para a realidade presente e planejar o futuro. Esta guerra inclui todas as circunstâncias agravantes da guerra moderna e é muito dispendiosa para a Catalunha. Os líderes devem compreender que, se esta guerra continuar, terão de começar por organizar a economia catalã de acordo com um plano racionalmente concebido. [...] Dirigimo-nos à CNT-FAI para lhes dizer que se controlam a economia catalã como organização, devem fazê-lo de forma adequada. E que ninguém pense agora em aumentos salariais e reduções de jornada de trabalho. O dever de todos os trabalhadores, e especialmente dos da CNT, é sacrificar-se, trabalhar o quanto for necessário | ” |
|   | — Buenaventura Durruti. |   |

## Outros rádios da CNT-FAI
O movimento libertário dirigiu outra estação de rádio em Barcelona de poder mais modesto: EAJ-39 que foi apreendida e silenciada durante as Jornadas de Maio de 1937 em Barcelona .
Após o exílio republicano espanhol, os refugiados espanhóis reconstruíram na França, em 1945 e 1946, dois transmissores de ondas curtas de longo alcance para Espanha, em Mont-Louis (Pirenéus Orientais) e em Aymare, Gourdon (Lot). Ambos foram proibidos pelas autoridades francesas na sequência de uma queixa do regime de Franco.